# Río Carrileufú
Le río Carrileufú est une rivière de Patagonie qui traverse le territoire de l'Argentine. Il appartient au bassin du río Futaleufú, qui passant d'Argentine au Chili déverse ses eaux dans l'océan Pacifique.

## Description générale
Il naît en Argentine dans la province de Chubut, en Patagonie. Il collecte ses eaux dans la région des lacs. Il recueille les eaux du lac Cholila dont il est l'émissaire.
Son cours se déroule dans la vallée du Carrileufú entourée de sommets de la cordillère des Andes, passant par la localité de Villa Lago Rivadavia. Lors de son trajet, il reçoit en rive gauche l apport du río Blanco ou Cholila, émissaire de lac Lezama. Peu après toujours en rive gauche, il reçoit l'émissaire du lac Carlos Pellegrini (ou Lago de los Mosquitos - Lac des moustiques). Il finit par déboucher dans le lac Rivadavia à 527 m d'altitude.
Son trajet fort court se situe au nord du parc national Los Alerces, hors du territoire de ce dernier.

## Hydrométrie
Le débit de la rivière a été mesuré de 1957 à 2000 à la station de Cholila. Il se montait à 48,7 mètres cubes par seconde. 